# Alcuéscar (kommunhuvudort)
Alcuéscar är en kommunhuvudort i Spanien.   Den ligger i provinsen Provincia de Cáceres och regionen Extremadura, i den centrala delen av landet, 260 km sydväst om huvudstaden Madrid. Alcuéscar ligger 487 meter över havet och antalet invånare är 3 057.
Terrängen runt Alcuéscar är kuperad österut, men västerut är den platt. Runt Alcuéscar är det glesbefolkat, med 9 invånare per kvadratkilometer. Alcuéscar är det största samhället i trakten. Trakten runt Alcuéscar består till största delen av jordbruksmark.